# Andrija II.
Andrija II. (mađarski: II. András ili Endre, slovački: Ondrej) (Ostrogon, 1177. – Eger, 21. rujna 1235.), hrvatsko-ugarski kralj (1205. – 1235.) iz dinastije Arpadovića. U sukobu s bratom, kraljem Emerikom (1196. – 1204.) stekao je hrvatsko herceštvo 1197. godine. Njegovu vladavinu obilježio je sukob s plemstvom i velikašima zbog kojih je bio prisiljen izadati privilegij Zlatna bula 1222. godine.

## Životopis

### Sukob s bratom Emrikom za nasljeđe Dalmacije i Hrvatske
Andrija II. je bio drugi sin hrvatsko-ugarskog kralja Bele III. Arpadovića (1172. – 1196.) i antiohijske kneginje Ane Chatillon.
Bela III. je iskoristio borbe za vlast u Galiciji, u kojoj su se trojica pretendenata borila za položaj kneza. Na poziv boljara za pomoć, provalio je 1189. godine i pokorio Galiciju, proglasio se kraljem Galicije i postavio joj na čelo mlađeg sina Andriju. No nakon četiri godine izbio je ustanak, koji je potpomagala Poljska, pa je Andrija morao pobjeći u Ugarsku.
Kralj Bela želio je tijekom života poći u križarski rat u Svetu zemlju, ali mu to zbog političkih prilika i bolesti nije pošlo za rukom. Stoga je ostavio Andriji poveću svotu novca da prikupi vojsku i krene u križarski rat, a Andrija mu je prisegnuo da će to učiniti. Bela III. je svojim reformama ukinio načelo seniorata i uveo načelo primogeniture pri nasljeđivanju prijestolja, a također je ukinuo i pravo da kraljev brat dobije na upravu titulu hrvatskog hercega (dux Dalmatiae et Croatiae) i Kraljevinu Dalmaciju i Hrvatsku u leno, što je nakon njegove smrti izazvala spor i sukob među njegovim sinovima.
Belu III. nasljedio je 1196. godine stariji sin Emerik. Andrija je nakon očeve smrti počeo prikupljati vojsku kako bi ispunio očev zavjet, ali umjesto protiv nevjernika zaratio 1197. godine protiv brata kralja Emerika kako bi, protiv očeve odredbe, preuzeo Hrvatsku i Dalmaciju kao svoju baštinu. Andrija se nije obazirao ni na papine prijetnje o izopćenju ne krene li smjesta u križarski rat. Godine 1198. pobijedio je brata i dobio titulu hercega i upravu nad Kraljevinom Hrvatskom i Dalmacijom, gdje je vladao gotovo kao nezavisni vladar. Obnašao je dužnost vrhovnog suca i zapovjednika vojske, te je samostalno ratovao protiv Huma i Srbije. Herceg Andrija je kovao i svoj novac i postavljao biskupe i nadbiskupe, a Zadrani su ga izabrali za gradskog kneza.
Andrija je 1199. godine podigao novu bunu protiv brata. Kralj Emerik je nanio poraz buntovničkoj vojsci, a Andrija se sklonio u Austriju kod vojvode Leopolda VI. Emerik je iz osvete provalio i poharao austrijske pokrajine. Kralj se posredovanjem pape i nadbiskupa Mainza izmirio s bratom i vojvodom Leopoldom VI., a Andrija je ponovno dobio čast hercega, ali sa znatno suženim ovlastima, jer je kralj pridržao vrhovnu vlast i u Hrvatskoj. Kralj se ujedno obvezao papi da će se uputiti na križarsku vojnu, a s pripremama je otpočeo 1201. godine. Andriju je odredio za regenta za svog odsustva, no morao je odustati zbog rata protiv Srbije.
Andrija se 1203. godine vjenčao s Gertrudom, kćerkom istarskog markgrofa Bertolda VI. Andechs-Meranskog († 1251.). Iste godine se po treći put pobunio protiv Emerikove vlasti, ali je poražen i zatočen u Knegincu kod Varaždina.
Kralj Emerik je 1199. godine sa suprugom Konstancom Aragonskom dobio sina Ladislava, kojem je želio osigurati vlast, pa ga je još za svoga života okrunio po splitskom nadbiskupu Bernardu I. (1198. – 1217.) za hrvatsko-dalmatinskog kralja, a kaločki ga je nadbiskup posebno okrunio 1204. godine za ugarskog kralja, jer se bojao da mu Andrije ne preotme vlast. Pred smrt se pomirio s bratom i imenovao ga skrbnikom mladog sina. Nakon Emerikove smrti 1204. godine, kraljica udovica Konstanca pobjegla je s kraljem Ladislavom III. (1204. – 1205.) u Austriju, no malodobni kralj je nakon osam mjeseci umro, pa je Andrija ipak nasljedio krunu.

### Kraljevska vladavina Andrije II.
Dolaskom Andrije II. na prijestolje okončani su sukobi unutar dinastije, za kojih su ojačali svjetovni i duhovni velikaši, a oslabila kraljeva vlast i ugled. Sam kralj je bio nestalan, neodlučan i rasipan, pa je loše stanje dodatno pogoršao, a njegova supruga Gertruda takvo je stanje još dodatno pogoršala, jer je preuzela kraljeve poslove. Njen mladi brat Bertold VII. Andechs-Meranski, iako posve nesposoban, postao je 1206. kaločki nadbiskup i hrvatski ban (1209. – 1211.). I drugim je rođacima dijelila najznačajnije državne službe i časti, te imanja. Ovakva politika dovela je do velikog nezadovoljstva i urote velikaša, zbog sve većeg upliva njemačkog plemstva na dvoru, u kojoj je kraljica ubijena 1213. godine, a njen brat se bijegom uspio spasiti.
Andrija se ponovno vjenčao 1216. godine Jolantom de Courtenay, sestrom careva Latinskog Carstva Balduina i Henrika. Kako bi podignuo svoj pali ugled, kralj je 1217. godine krenuo u pohod na Galiciju i tamo postavio svog mlađeg sina Kolomana za galičkoga kralja, no nakon dvogodišnje vladavine izbila je buna. Kralj Koloman je svrgnut i zatočen 1219., a pušten je tek nakon dvije godine tamnovanja.

### Križarski pohod kralja Andrije II.
Andrija je još ocu Beli III. obećao da će poći u križarski rat, ali to nije učinio, no nakon svih nedaća koje su ga zadesile, naposljetku je ipak odlučio ispuniti dati zavjet. Pred odlazak u Svetu zemlju, postavio je ostrogonskog nadbiskupa Ivana za namjesnika Ugarske, a templarskog meštra Poncija de Crucea za namjesnika Hrvatske. Andrija je krenuo u križarski pohod, u kojem su mu se pridružili Babonići i drugi plemići. Kako nije imao novca za prijevoz, odrekao se 1216. godine u korist Mletačke Republike prava na Zadar.
Križarska vojna kralja Andrije nije postigla nikakav značajniji uspjeh te se kralj vratio u Europu kopnenim putem preko Carigrada, noseći sobom više dragocjenih relikvija.
Kralj Andrija II. je po povratku zatekao državu u velikom neredu i besparici. Stoga je odlučio provesti državne reforme. Prvo je starijeg sina Belu proglasio hrvatskim hercegom i okrunio ga "mlađim kraljem" (rex Hungariae junior), a onda je počeo oduzimati plemićima na nedopušten način stećena dobra. Međutim, uskoro je počeo zalagati državne prihode Židovima, kvariti novac i rasipati ga, pa je izbila buna nižeg plemstva, na čelo koje je stao kraljev najstariji sin, herceg Bela. Niže plemstvo je tražilo poštovanje zakona i svojih prava te je kralj bio prisiljen sazvati 1222. godine Sabor i izdati Zlatnu bulu, kojom je ograničena kraljeva vlast i samovolja velikaša. Zlatna je bula u početku bila samo privilegij, a kasnije je postala najznačajniji zakon. Na nju su prisezali svi hrvatsko-ugarski kraljevi prilikom krunidbe. Međutim, ona je vrijedila jedino u Ugarskoj i u Hrvatskoj do Gvozda (u Slavoniji), a ne u užoj Hrvatskoj.
Za vrijeme ovih sukoba ojačalo je plemstvo u Hrvatskoj i Ugarskoj. Najjači velikaški rodovi su u Hrvatskoj bili Snačići, koji su vladali Cetinskom županijom, Kačići Omiški, gospodari primorja od ušća Žrnovnice do Omiša, Šubići Bribirski, vladari Bribirske županije i knezovi Krčki, vladari modruške županije i Vinodola. Zbog čestih sukoba unutar i između pojedinih velikaških porodica, dalmatinski gradovi su birali članove velikaških rodova za svoje knezove, kako bi ih zaštitili.
U Hrvatskoj je dužnost hercega obnašao kraljev najstariji sin Bela, a 1226. godine postao je suvladar svog oca. Na položaju hrvatskog hercega naslijedio ga je 1226. mlađi brat Koloman. Koloman je prvo primirio hrvatsko plemstvo, protiv kojeg je morao voditi pravi rat. Herceg je 1229. godine pobijedio, a potom se okrenuo Bosni, gdje je tada vladao ban Matej Ninoslav. Da suzbije Crkvu bosansku, koja je optužena za krivovjerje, provali on u Bosnu, a nato se ban i njegovi podanici odreknu bilo kakve hereze i vrate pravovjernom katoličanstva. Ugarska je zaratila i s Austrijom u kojoj je vladao vojvoda Fridrik II. Ratoborni. On je često pomagao kraljeve neprijatelje, a u sukobu koji se vodio 1233. i 1234. godine pobijedio je kralj Andrija.
Andrija je iz prvog braka s Gertrudom od Andechs-Merana imao sinove Belu, Kolomana i Andriju, te kćeri Mariju i Elizabetu, koju je papa Grgur IX. proglasio svetom 27. svibnja 1235., dok je Andrija bio još živ. Iz drugog braka s Jolantom de Courtenay kći Jolantu, a iz trećeg braka s Beatricom Ferrarskom se poslije njegove smrti rodio sin Stjepan.
Kralj Andrija II. je umro 21. rujna 1235., a naslijedio ga je sin i suvladar Bela IV.

## Vanjske poveznice
- Anderw II (king of Hungary) – Encyclopedia Britannica (engl.)
- Andrija II. Arpadović Hrvatska enciklopedija
- Andrija II. Arpadović Proleksis enciklopedija

| Prethodnik:                   | Andrija II. (1205. – 1235.) | Nasljednik:              |
| Ladislav III. (1204. – 1205.) | Andrija II. (1205. – 1235.) | Bela IV. (1235. – 1270.) |